# ACS (기업)

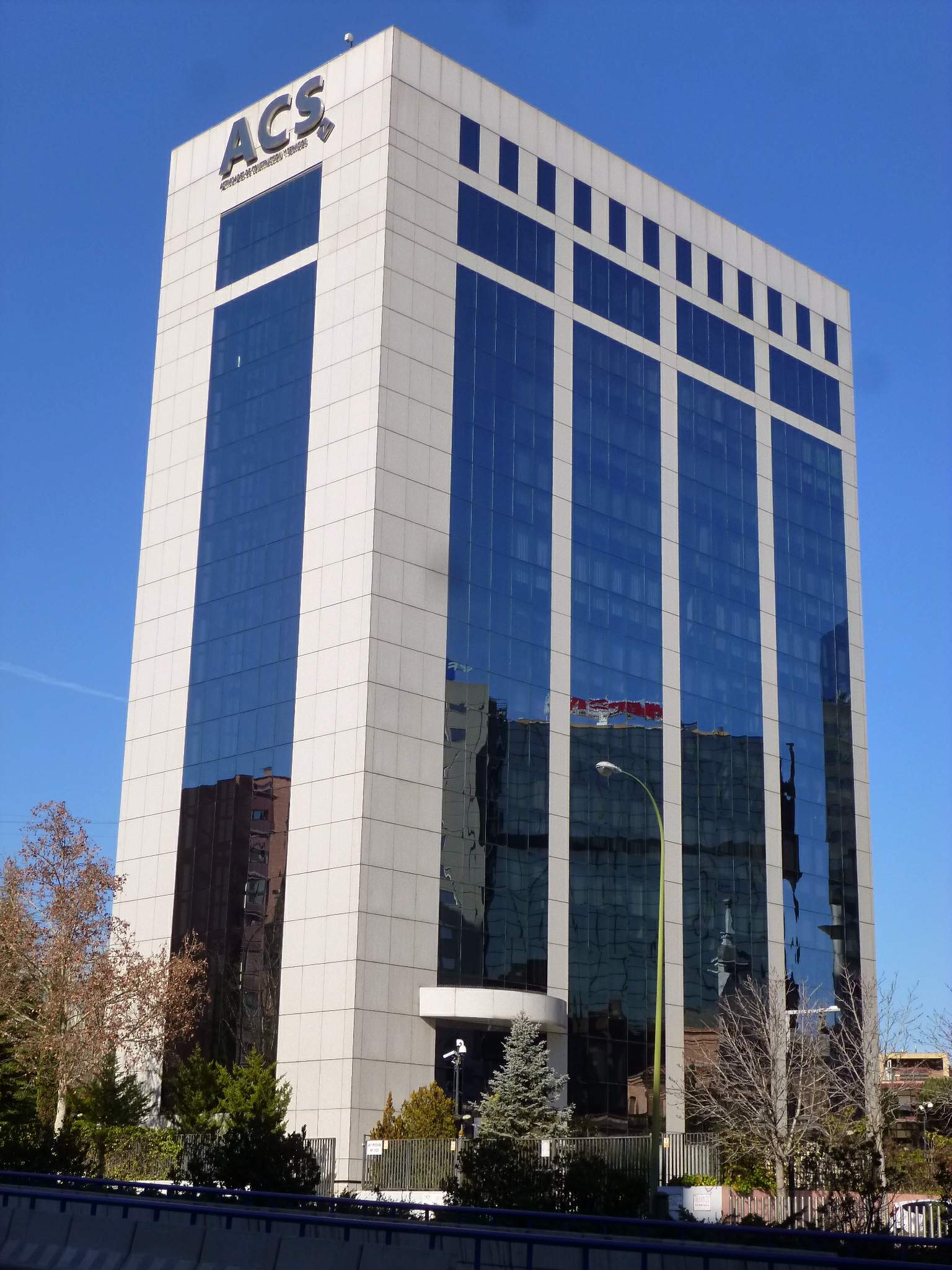

ACS(Actividades de Construcción y Servicios, S.A._)는 스페인의 종합건설회사이다. 본사는 마드리드에 위치해 있으며 CEO는 레알 마드리드 회장인 플로렌티노 페레스이다.
ACS는 2010년대 중반 글로벌 건설사 도급 순위 1위를 줄곧 달려왔으며, 중국 기업들이 초대형 내수를 기반으로 최상위권에 올라온 이후에도 비중국 건설사 가운데 최상위권 자리를 지키고 있다.